# 座旗九
御夫座59，又名BD+39 1771，HD 50018、SAO 59571、HR 2539，是御夫座的一颗恒星，视星等为6.12，位于銀經177.4，銀緯16.91，其B1900.0坐标为赤經6h 46m 8.6s，赤緯+38° 16.91′ 19″。